# Svartsjön (Hörnefors socken, Västerbotten, 707158-171210)
Svartsjön är en sjö i Umeå kommun i Västerbotten och ingår i Umeälven-Hörnåns kustområde.